# Kristin Schütz
Kristin Schütz (* 30. Juli 1975 in Marienberg) ist eine deutsche Politikerin (FDP). Sie war von 2004 bis 2014 Abgeordnete im Sächsischen Landtag.

## Leben
Nach dem Abitur studierte sie Verwaltungswissenschaften und schloss als Dipl.-Verwaltungswirtin (FH) ab. 1997 wurde sie Sachgebietsleiterin Kinder- und Jugendarbeit/Kita beim Jugendamt Görlitz, 1999 Sachgebietsleiterin Förderung Jugendarbeit/Verwaltung Kindertageseinrichtungen. Von 2000 bis 2008 war sie zudem stellvertretende Jugendamtsleiterin des Jugendamtes in Görlitz. Sie arbeitete neben ihrer Tätigkeit im Landtag weiterhin in Teilzeit für das Jugendamt der Stadt (später Landkreis) Görlitz. Mit der Verwaltungs- und Funktionalreform 2008 (Kreisreform Sachsen 2008) im Freistaat Sachsen wechselte sie in das Jugendamt des Landkreises Görlitz (2009-2011). Seit 2012 arbeitet sie im Sachgebiet Recht des Jobcenters Landkreis Görlitz.
Kristin Schütz ist ledig und hat ein Kind.
Sie engagiert sich ehrenamtlich z. B. im Verein Görlitzer Werkstätten e.V, Aktion Jugendschutz Sachsen e.V. und Kleingartenverein.

## Politik
1996 trat Schütz der Jungliberalen Aktion Sachsen (JuliA) bei, 1999 der FDP in Görlitz. Seitdem ist sie Mitglied des Kreisvorstandes Görlitz. 2003–2014 war sie zudem Mitglied des Landesvorstandes. Von 2009 bis 2014 war sie Stadträtin in Görlitz. Sie vereidigte 2012 als jüngste Stadträtin den Görlitzer Oberbürgermeister Siegfried Deinege.
Seit der Landtagswahl in Sachsen 2004 war Kristin Schütz Mitglied des Sächsischen Landtages. Sie wurde 2004 und 2009 jeweils über den Listenplatz 4 der FDP-Landesliste gewählt. Von 2004 bis 2009 war sie Mitglied des Ausschusses Soziales, Gesundheit, Familie, Frauen und Jugend sowie der Enquete-Kommission Demografische Entwicklung im Freistaat Sachsen. 2009–2014 war sie Mitglied des Ausschusses für Soziales und Verbraucherschutz und "Verfassungs-, Rechts- und Europaausschuss" und stellvertretende Vorsitzende der FDP-Landtagsfraktion. Mit dem Ausscheiden der FDP aus dem Landtag bei der Landtagswahl in Sachsen 2014 verlor sie ihr Abgeordnetenmandat.
Sie trat bei den Landratswahlen in Sachsen 2022 im Landkreis Görlitz an, konnte sich aber nicht gegen die anderen Kandidaten durchsetzen.